# 邱佩琳
邱佩琳（1957年12月21日—），現任基隆市副市長。中華民國新聞界人士、台灣民眾黨籍政治人物，彰化縣人。台灣政治世家第二代，為前考試院院長邱創煥大女兒、前台北市副市長白秀雄外甥女，長女為鏡新聞主播陳園淳。曾任東森巨蛋董事長、超級電視董事長、東森行銷顧問總經理、ETtoday新聞雲執行董事、味全食品顧問、邱創煥基金會（原弘揚社會道德文教基金會）董事長、臺南縣政府顧問、彰化縣政府顧問。

## 經歷
- 1995年，應超視副總經理丁乃竺之邀參與超視開台籌備，並於超視創台之後擔任業務部經理。
- 1997年。應東森媒體集團董事長王令麟延攬轉任東森行銷顧問總經理。
- 2006年接掌東森巨蛋董事長。
- 2007年，檢調大規模調查王令麟涉及的案件，監聽東森高階主管。原來調查案件中並不包括臺北小巨蛋OT案，卻因邱佩琳在電話中向汽車公司高層揚言巨蛋是王令麟搓圓仔得標，導致檢調調查[3]，並因此造成臺北市政府於同年8月撤銷OT契約、收回經營權。11月轉至東方休閒集團任職台大後花園董事長、大鵬灣國際開發董事長，負責台大農場安康分場及大鵬灣國家風景區BOT案。
- 2010年，接任台南縣政府顧問與彰化縣政府顧問。
- 2011年，與前立法委員雷倩組成聯盟來參選第八屆立法委員（新北市永和、中和地區）。
- 2012年，赴中國大陆就讀復旦大學管理學院EMBA。[4]
- 2022年12月，應基隆市市長謝國樑邀請，接任基隆市副市長。

## 相關事件

### 柯文哲政治獻金案
2025年8月，邱佩琳出庭作證，自己曾將來自信義房屋董事長周俊吉妻子周王美文及文華東方董事長林命群的錢轉交給柯文哲；來自謝國樑母親林曼麗的款項則是拿到臺北市政府的市長室親手交給柯文哲。

## 選舉紀錄
| 年度 | 選舉屆數           | 選舉區           | 所屬政黨 | 得票數 | 得票率 | 當選標記 | 備註 |
| ---- | ------------------ | ---------------- | -------- | ------ | ------ | -------- | ---- |
| 2012 | 第八屆立法委員選舉 | 新北市第八選舉區 | 無黨籍   | 23,023 | 10.97% |          |      |

## 外部連結
- 善用集團整體資源 邱珮琳要讓小巨蛋轉虧為盈[永久]
- 小巨蛋標案「總裁搓圓仔湯才得標」